# Ernst Merck

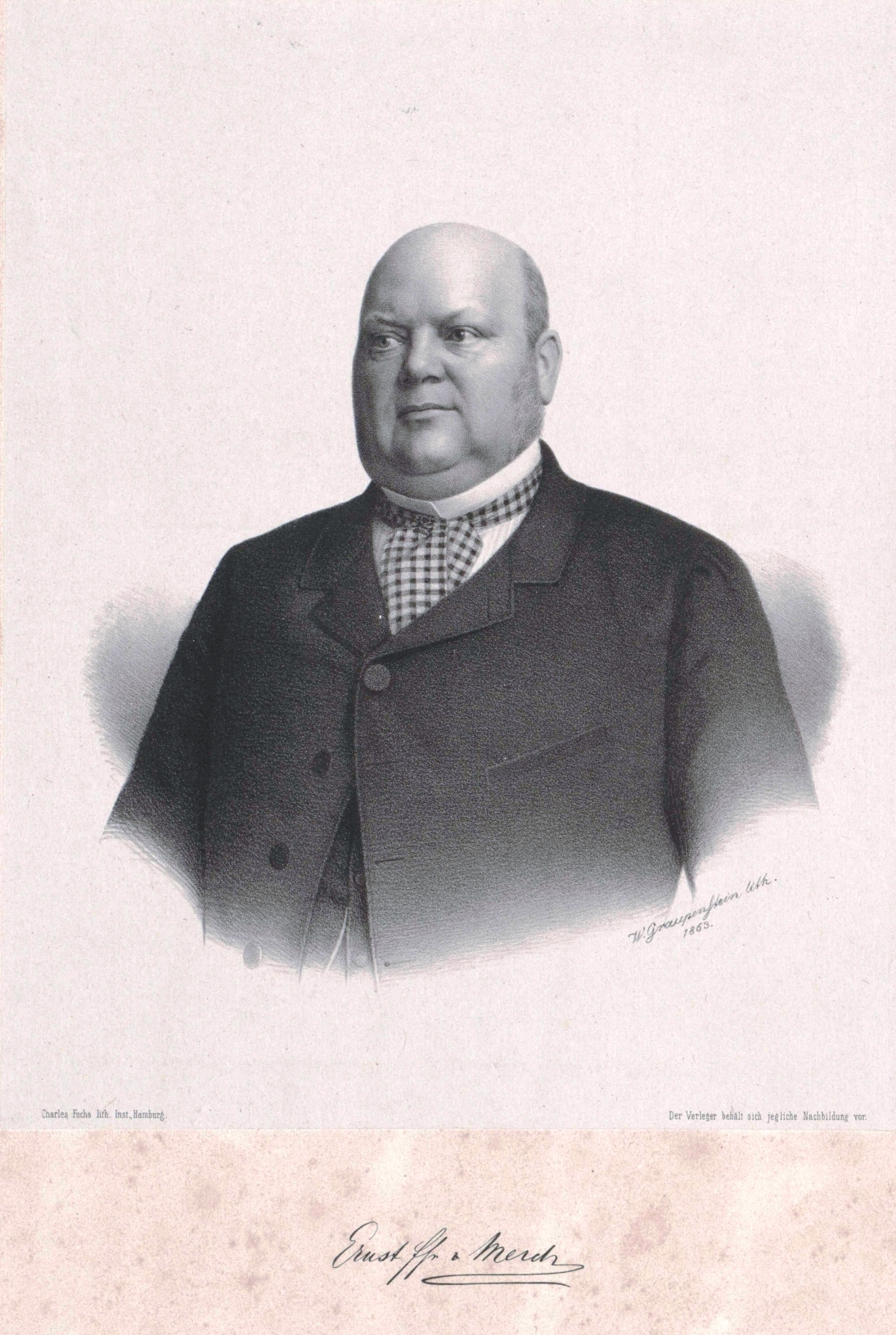
Ernst Merck

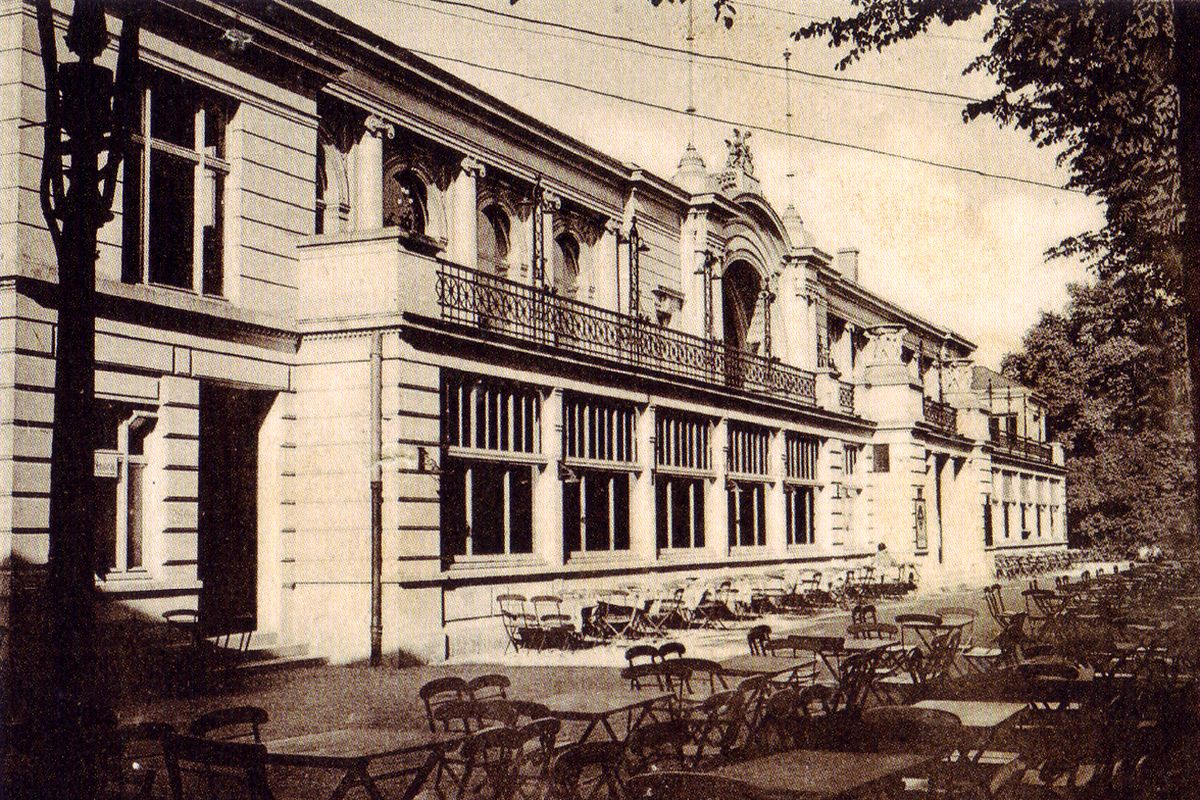
Ernst-Merck-Halle um 1900

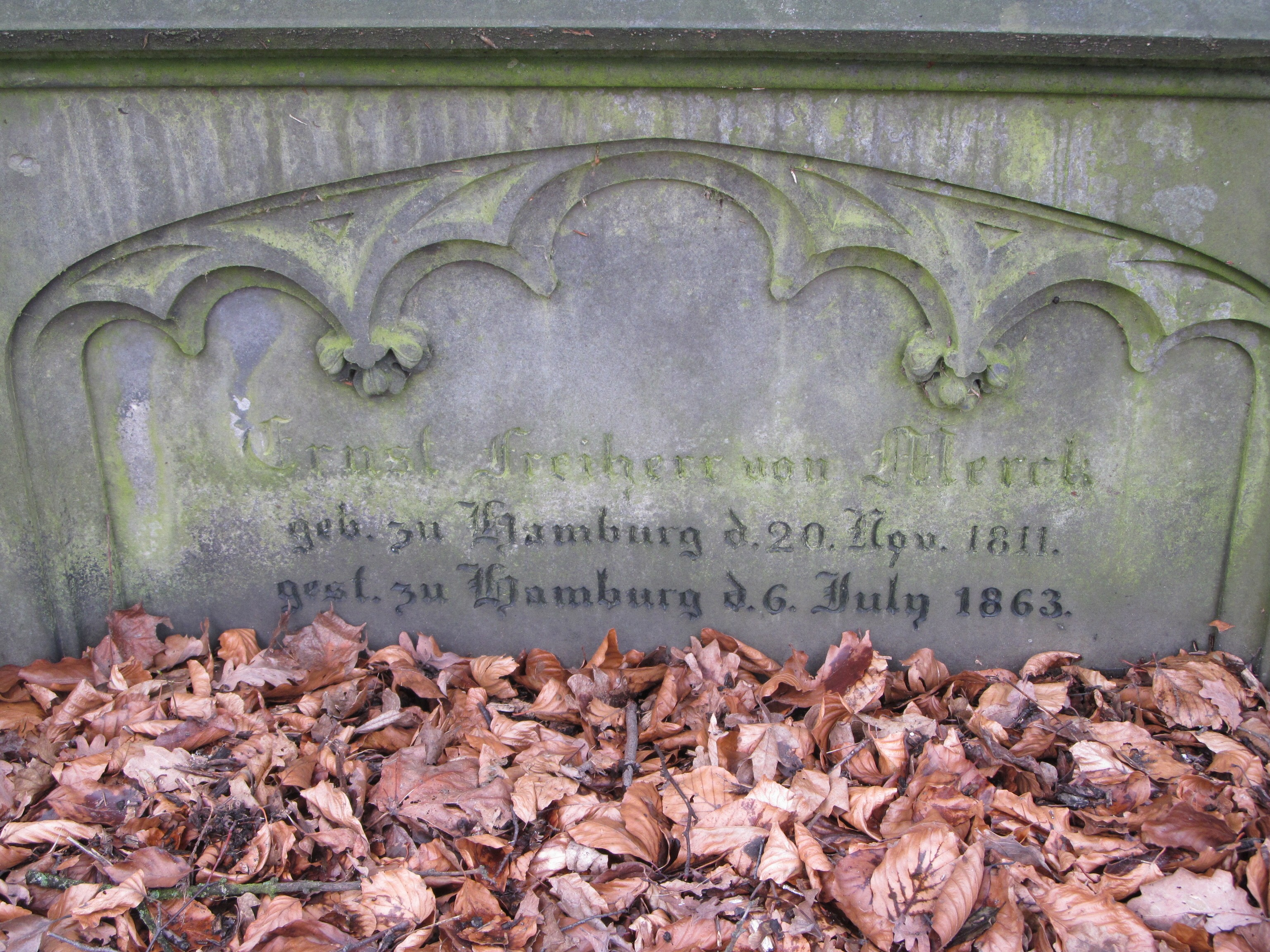
Epitaph für Ernst Merck am Familiengrabmal im heutigen Jacobipark in Hamburg-Eilbek

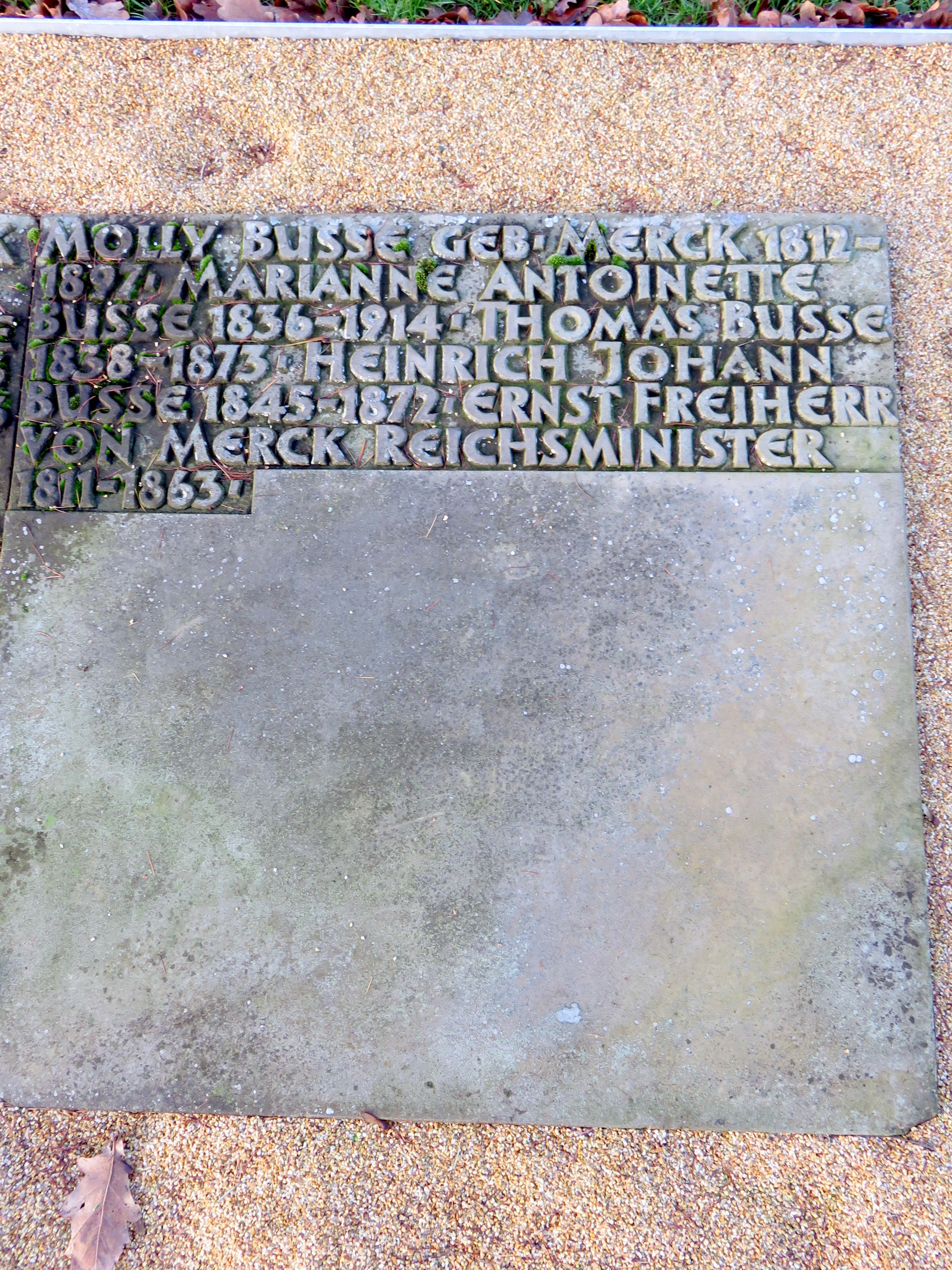
Ernst Freiherr von Merck Reichsminister, Molly Busse 1812–1897, Doppelsammelgrab Familie Merck, Friedhof Ohlsdorf

Ernst Merck, seit 1860 Freiherr Ernst von Merck, (* 20. November 1811 in Hamburg; † 6. Juli 1863 ebenda) war ein deutscher Unternehmer und Politiker.

## Leben
Merck wuchs in einer wohlhabenden Kaufmannsfamilie auf, sein Vater war der spätere Senator Heinrich Johann Merck. Seine Mutter war Marianne Rohlffs (1783–1853), die der Vater in zweiter Ehe geheiratet hatte. Aus der ersten Ehe des Vaters mit Marie Catharine Dankert (1771–1809) entstammte der später als Senatssyndikus bekannte Carl Hermann Merck.
Merck absolvierte die Handelsschule in Bremen und machte anschließend eine kaufmännische Ausbildung. Nach Tätigkeiten in Antwerpen, Liverpool und Rio de Janeiro trat er 1840 als Teilhaber in das väterliche Unternehmen H. J. Merck & Co. ein, 1853 gehörten ihm die meisten Anteile der Firma.
Zusammen mit seinem Schwager Justus Ruperti, mit dem er sich bestens verstand, führte er die Firma H. J. Merck & Co innerhalb von zwei Jahrzehnten an die Spitze der Hamburger Merchant Banking Häuser. Merck leitete die am 27. Mai 1847 stattfindende Gründungsversammlung der HAPAG.
Er wurde als einer der drei Hamburger Abgeordneten in die Frankfurter Nationalversammlung (Fraktion: Café Milani) gewählt. Merck war Abgeordneter vom 18. Mai 1848 bis zum 30. Mai 1849, von Mai bis Dezember 1849 Reichsfinanzminister der Provisorischen Zentralgewalt und im April 1849 Mitglied der Kaiserdeputation. Wie sein Vater, der der ältesten deutschen Freimaurerloge Absalom zu den drei Nesseln in Hamburg angehörte und Ehrengroßmeister der Großen Loge von Hamburg war, wurde auch Ernst Merck Freimaurer: Er ist 1841 in die Hamburger Loge Ferdinande Caroline aufgenommen worden.
1853 wurde Merck zum österreichischen Generalkonsul in Hamburg ernannt. Er investierte zur selben Zeit in Eisenbahnlinien in Österreich und wurde 1856 in den Verwaltungsrat der k.k. privilegierte Kaiserin-Elisabeth-Bahn gewählt. Dank seines Wirkens wurde er 1860 von Kaiser Franz Joseph I. in den erblichen österreichischen Adels- und Freiherrnstand erhoben. Das wurde von den bürgerlichen Hanseaten nicht nur positiv aufgenommen. Adolphine Schramm, geb. Jencquel, äußerte, sie fände es jämmerlich, sich als Chef einer Firma einen Baron schelten zu lassen. Selbst sein Halbbruder, der Senatssyndicus Carl Hermann Merck (1809–1880) nahm Anlass zu beanstanden, dass neuerdings Hanseaten „nach Orden und Adel und sonstiger Befriedigung von Eitelkeit jagten.“  Merck war Rittmeister und Chef der Kavallerie des Hamburger Bürgermilitärs.
Ab 1860 initiierte er die Gründung des Zoologischen Gartens westlich vom Bahnhof Hamburg Dammtor an der Hamburg-Altonaer Verbindungsbahn, unweit des damaligen Botanischen Gartens und der Begräbnisplätze mehrerer Kirchspiele (Dammtorfriedhöfe) entlang der Straße Bei den Kirchhöfen. 1863–66 führte Alfred Edmund Brehm, der Verfasser von Brehms Tierleben, als erster Direktor den Zoologischen Garten, dessen Gelände ab 1930 zur Keimzelle von Planten un Blomen wurde.
Die auf diesem Gelände errichtete Halle an der Nordseite (zur Tiergartenstraße) trug seinen Namen. Bei Errichtung der Hamburg-Messe im Dreieck Karolinenstraße, Bei den Kirchhöfen und Jungiusstraße (heute tlw. St. Petersburger Straße) wurde die neue Ernst-Merck-Halle als Großveranstaltungshalle für Abtanzbälle, Messeausstellungen, Silvesterfeiern und legendäre Live-Auftritte von Bill Haley, The Beatles, The Rolling Stones, Queen oder Santana genutzt – bis zu ihrem Abriss und Neubau im Rahmen der Messemodernisierung.
Er gehörte mit Cesar Godeffroy, Johann Christian Jauch junior, Johann Heinrich Schröder und Robert Miles Sloman zu den Initiatoren der Internationalen Landwirtschaftsausstellung 1863 auf dem Hamburger Heiligengeistfeld und zeichnete den Garantiefonds.
Merck war Mitgründer der Norddeutschen Bank (siehe Geschichte der Deutschen Bank).
Am 8. August 1861 konstituierte sich unter dem Vorsitz von Ernst Freiherr von Merck der „Hamburgische Verein zur Rettung Schiffbrüchiger“. Er blieb bis zu seinem Tode dessen Vorsitzender.
Ernst Merck hatte 1839 in Frankfurt Johanna Anna Borgnis (1820–1906), die Tochter des Frankfurter Kaufmanns Carlo Hieronymus Borgnis geheiratet. Das Ehepaar hatte 4 Kinder. Deren Sohn Carl Heinrich Johann Freiherr von Merck (1843–1920) wurde später Mitinhaber von H. J. Merck & Co.
Das Grab der Familie Heinrich Johann Merck, in der auch Ernst Freiherr von Merck bestattet ist, befindet sich auf dem heutigen Jacobipark, dem ehemaligen Friedhof der Hauptkirche St. Jacobi. Die große Gruft gehört zu den wenigen heute noch erhaltenen Grabstätten.
An Ernst Merck und seine Schwester Molly Busse (1812–1897) wird auf der linken Seite der Doppelsammelgrabplatte Familie Merck des Althamburgischen Gedächtnisfriedhofs, Friedhof Ohlsdorf, erinnert.

## Werke
- Gustav Schiefler (Hrsg.): Reise-Erinnerung aus London und Paris. 1852 (Nachdruck 1900) Digitalisat.
- Johann Schulte: Briefe des hamburgischen Bürgermeisters Johann Schulte Lt. an seinen in Lissabon etablirten Sohn Johann Schulte, geschrieben in den Jahren 1680-1685. Hrsg.: Ernst Merck. Perthes-Besser & Mauke, Hamburg 1856, OCLC 25851377 (Digitalisat [abgerufen am 16. Februar 2015]).

## Bildliche Darstellungen
- Büste von Julius Lippelt (1829–1864), 1863, im Steuermuseum / Finanzgeschichtliche Sammlung im Bundesministerium für Finanzen
- Lithographie von W. Graupenstein, 1863, gedruckt bei Charles Fuchs, Hamburg